# 水蓑衣
水蓑衣（学名：Hygrophila salicifolia）是爵床科水蓑衣属的植物。分布在日本、亚洲、台湾岛以及中国大陆的湖北、福建、海南、江西、安徽、广东、四川、云南、广西、香港、浙江、湖南等地，生长于海拔150米至1,100米的地区，一般生于溪沟边以及洼地湿处，目前尚未由人工引种栽培。

## 别名
墨莱（广东、广西） 柳叶水蓑衣（台湾植物志）

## 变种
- Hygrophila salicifolia (Vahl) Nees var. longihirrata H. S. Lo et D. Fang